# Kálmán Fülepp
Dans le nom hongrois Fülepp Kálmán, le nom de famille précède le prénom, mais cet article utilise l’ordre habituel en français Kálmán Fülepp, où le prénom précède le nom.
Kálmán Fülepp, né le 10 avril 1851 à Ruszkabánya et mort le 17 septembre 1919 à Budapest, est un homme politique hongrois, bourgmestre principal de Budapest de 1906 à 1912.